# Wheatland (Califòrnia)
Wheatland és una població dels Estats Units a l'estat de Califòrnia. Segons el cens del 2000 tenia 2.275 habitants.

## Demografia
Segons el cens del 2000, Wheatland tenia 2.275 habitants, 785 habitatges, i 584 famílies. La densitat de població era de 1.155,8 habitants/km².
Dels 785 habitatges en un 40% hi vivien nens de menys de 18 anys, en un 52,4% hi vivien parelles casades, en un 16,8% dones solteres, i en un 25,6% no eren unitats familiars. En el 21,5% dels habitatges hi vivien persones soles l'11,3% de les quals corresponia a persones de 65 anys o més que vivien soles. El nombre mitjà de persones vivint en cada habitatge era de 2,9 i el nombre mitjà de persones que vivien en cada família era de 3,37.
Per edats la població es repartia de la següent manera: un 32,9% tenia menys de 18 anys, un 9,7% entre 18 i 24, un 26,2% entre 25 i 44, un 18,5% de 45 a 60 i un 12,6% 65 anys o més.
L'edat mediana era de 32 anys. Per cada 100 dones de 18 o més anys hi havia 87,2 homes.
La renda mediana per habitatge era de 34.861 $ i la renda mediana per família de 39.375 $. Els homes tenien una renda mediana de 32.656 $ mentre que les dones 21.250 $. La renda per capita de la població era de 14.889 $. Entorn del 15,8% de les famílies i el 19,8% de la població estaven per davall del llindar de pobresa.

## Poblacions més properes
El següent diagrama mostra les poblacions més properes.